# Wzgórze Wolności

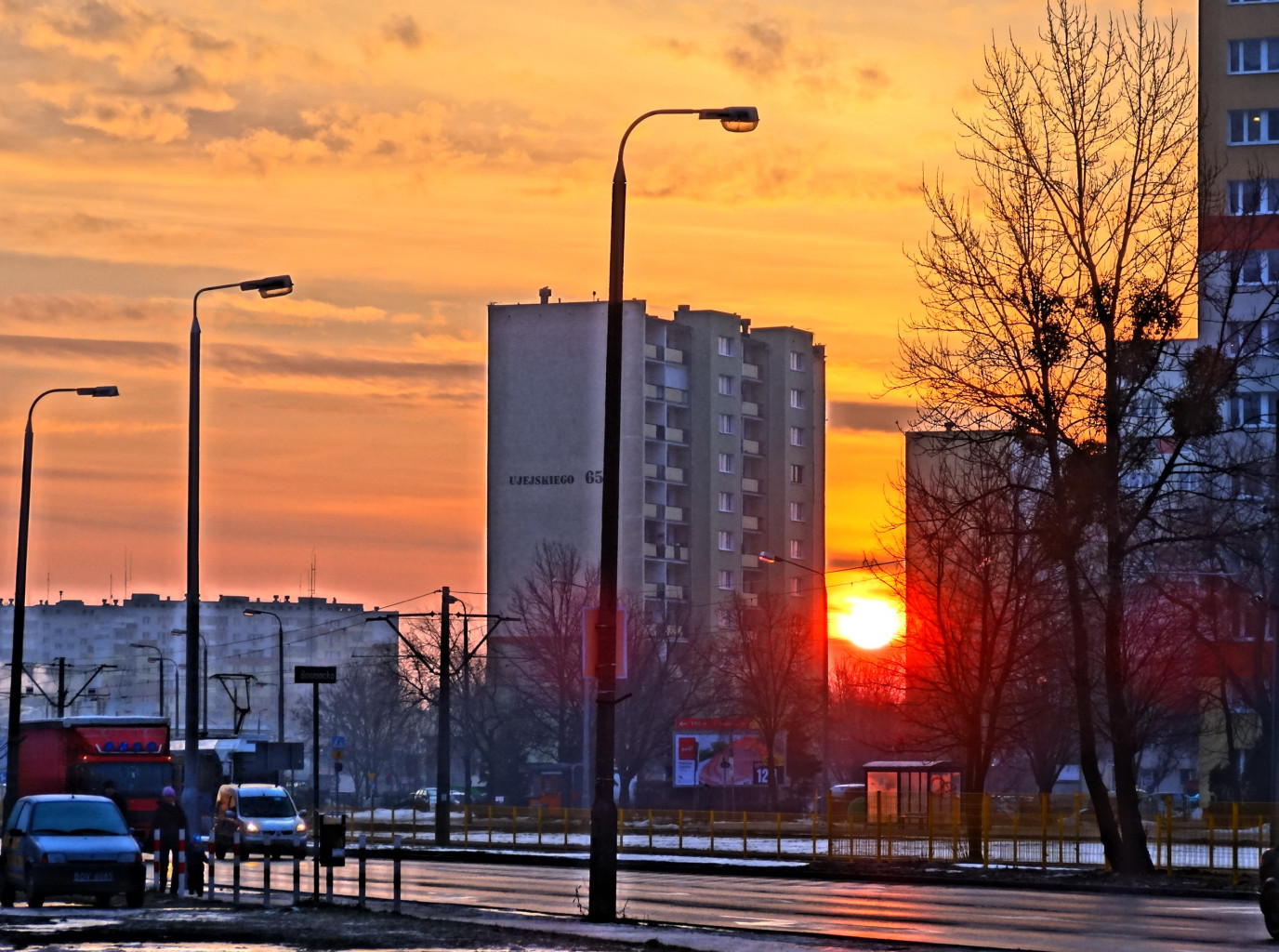
Wschód słońca na osiedlu

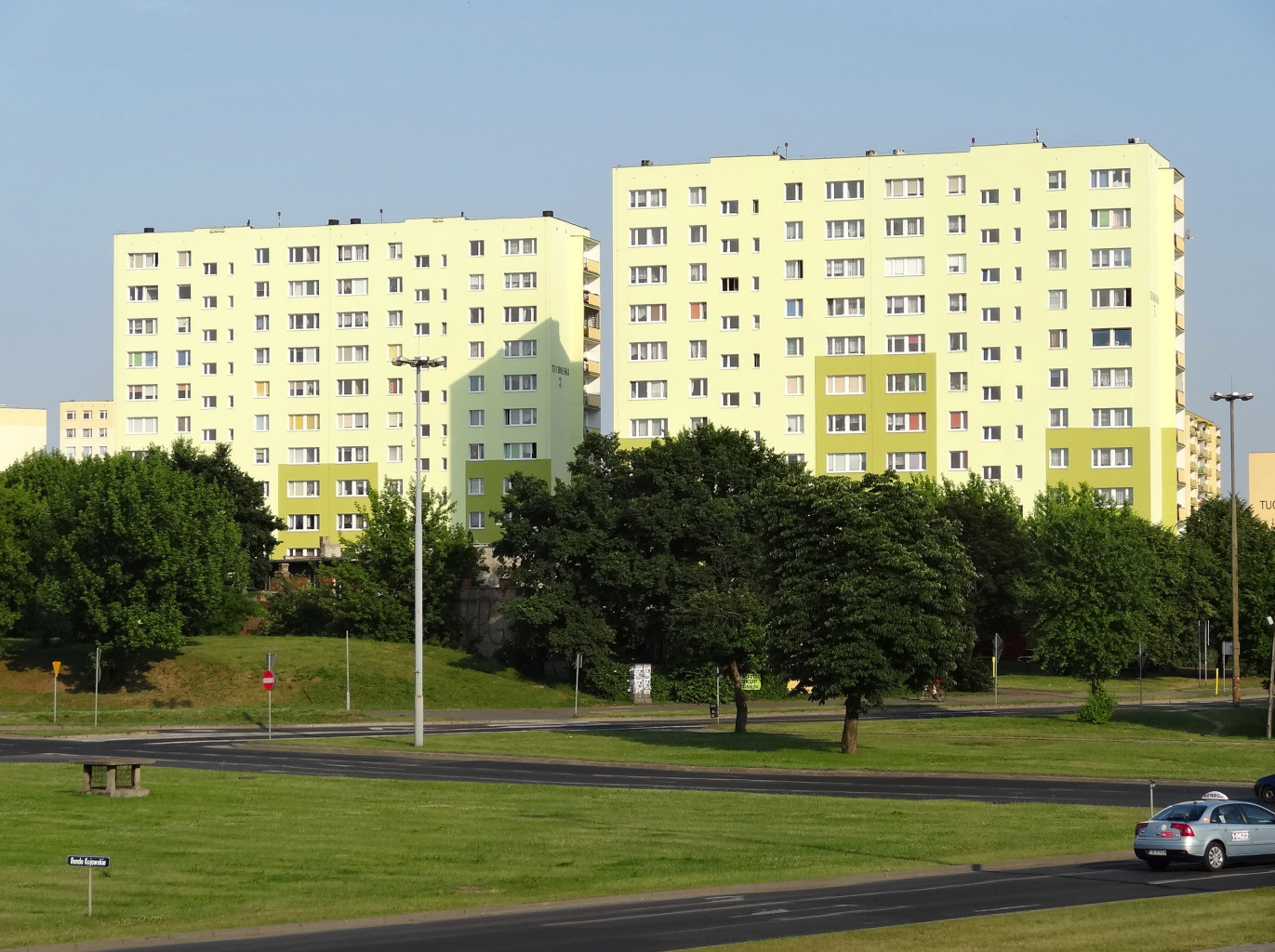
Zabudowa 12-kondygnacyjna

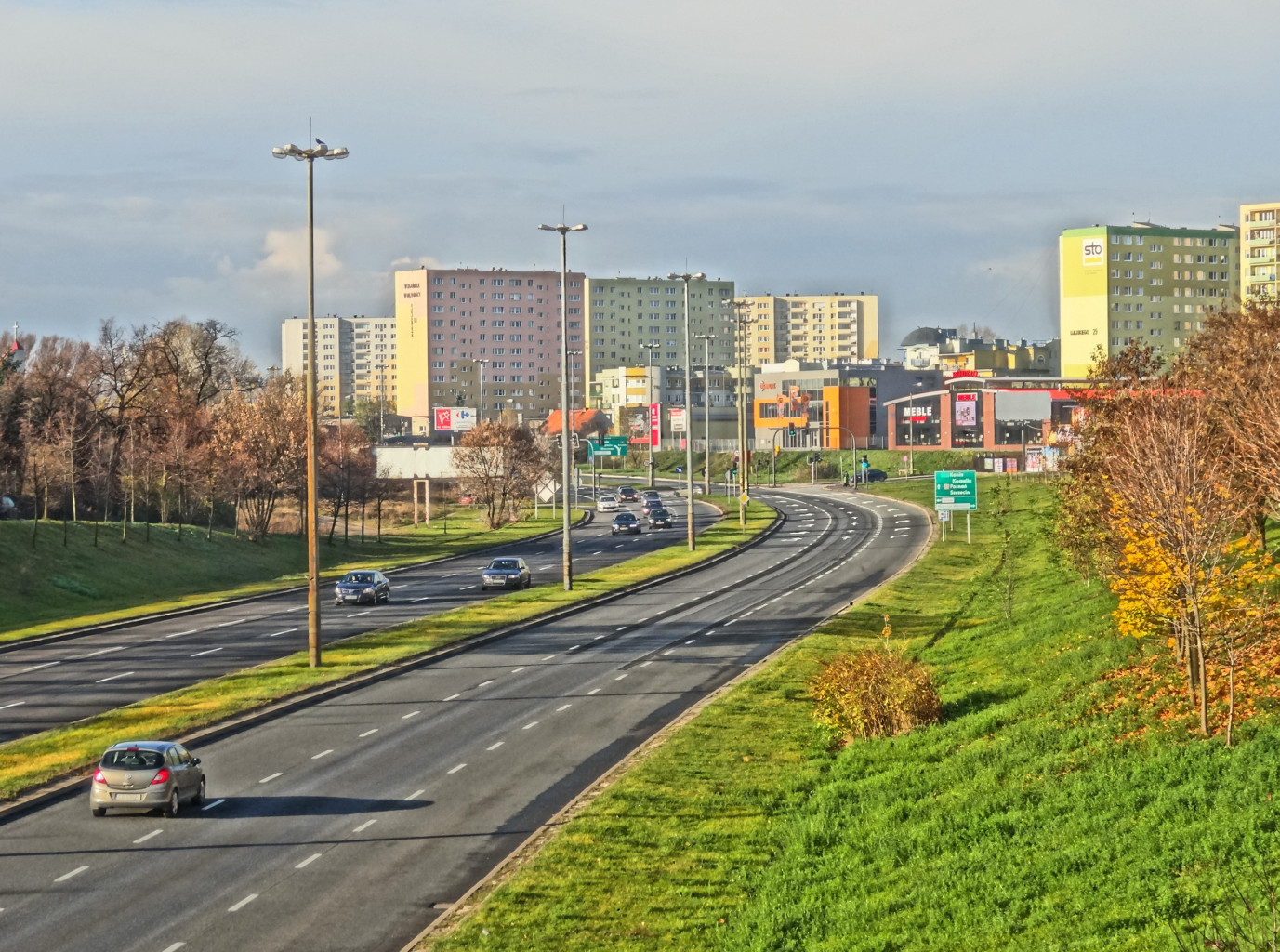
Widok od strony al. Jana Pawła II

Budynek ul. Karpacka

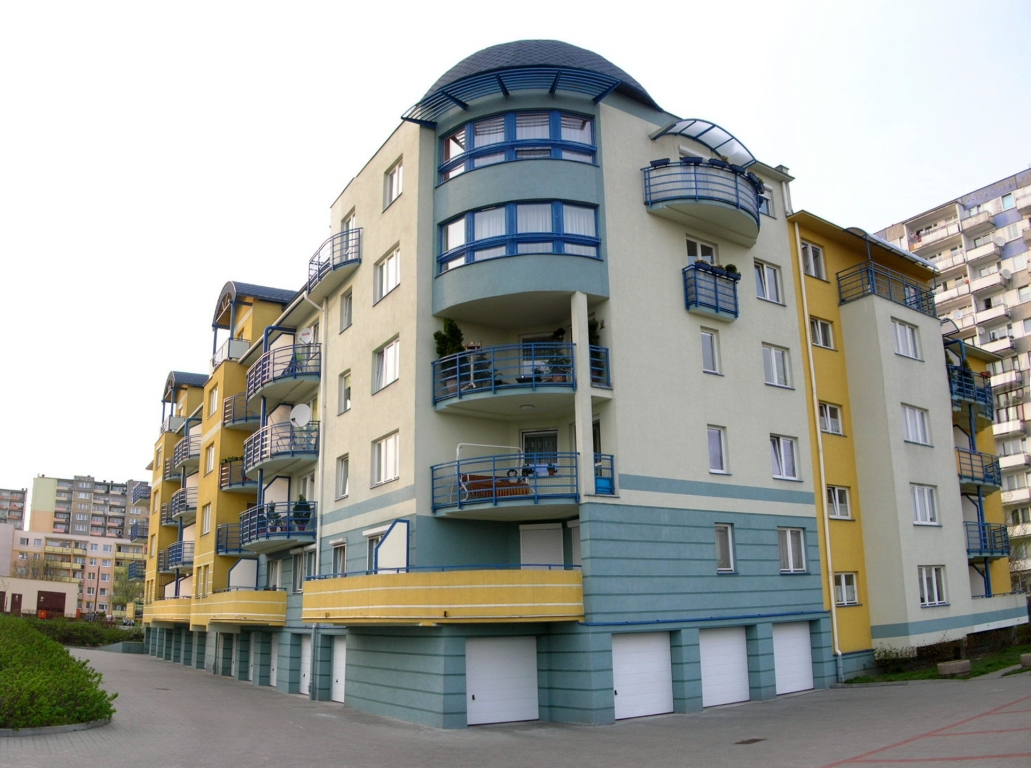
Nowa zabudowa

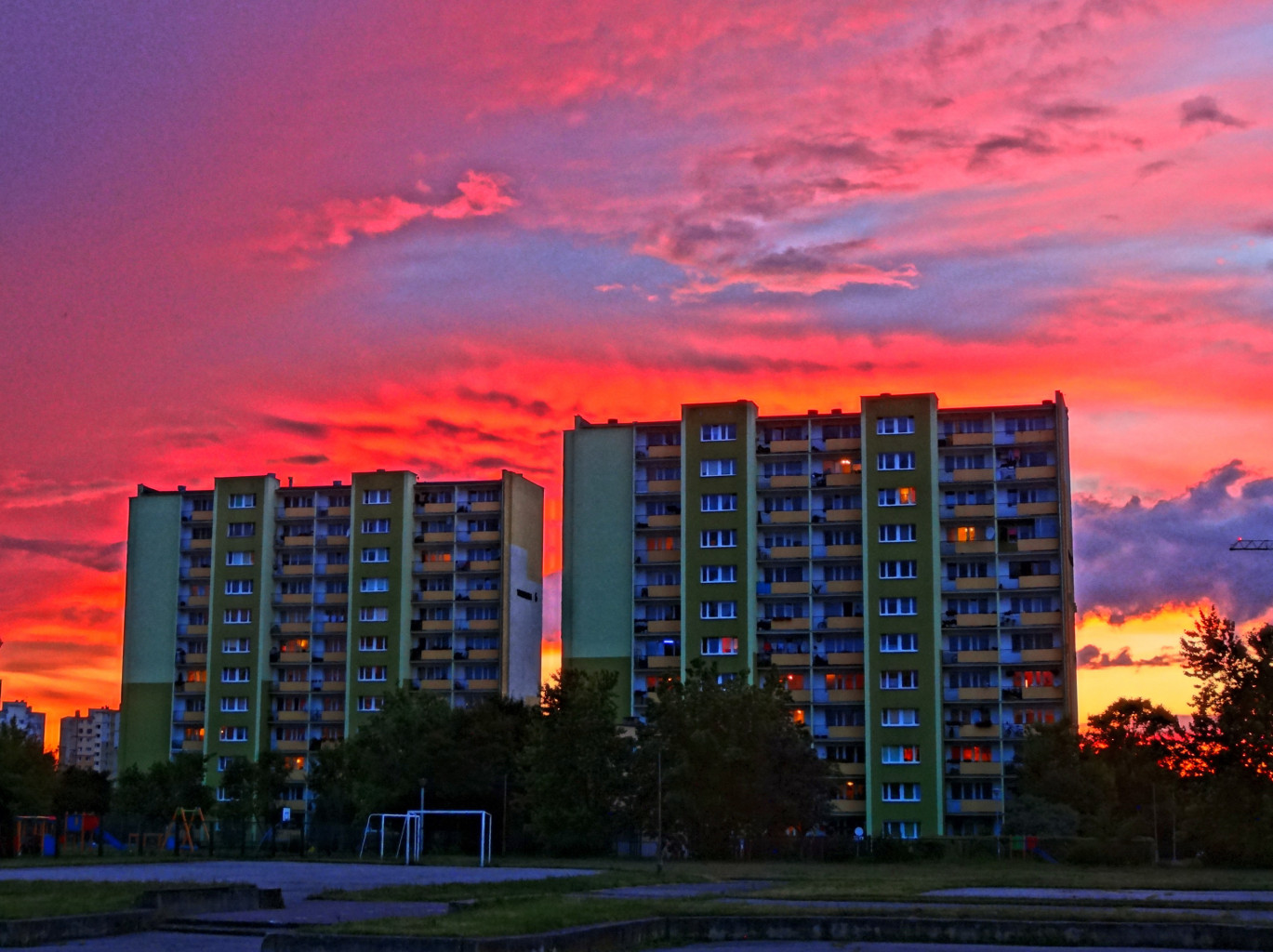
Typowe bloki 12-kondygnacyjne w systemie szczecińskim

Budynek przy ul. Sokolej

Widok kładki od ul. Wojska Polskiego

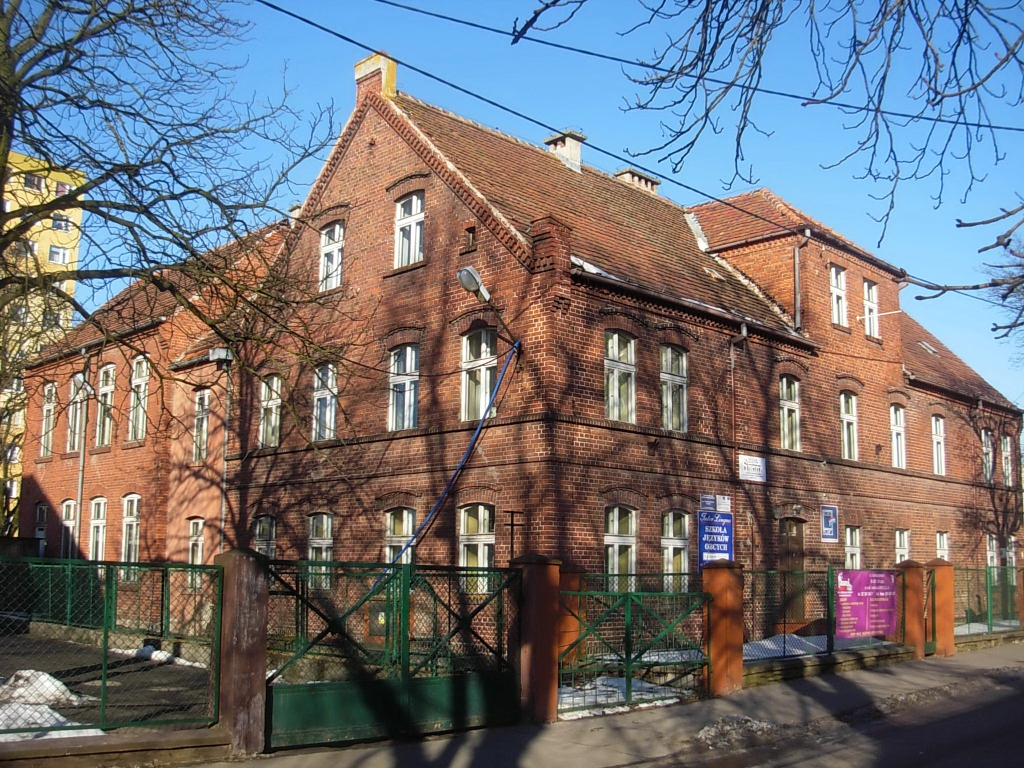
Budynek dawnej szkoły gminnej dla Rupienicy

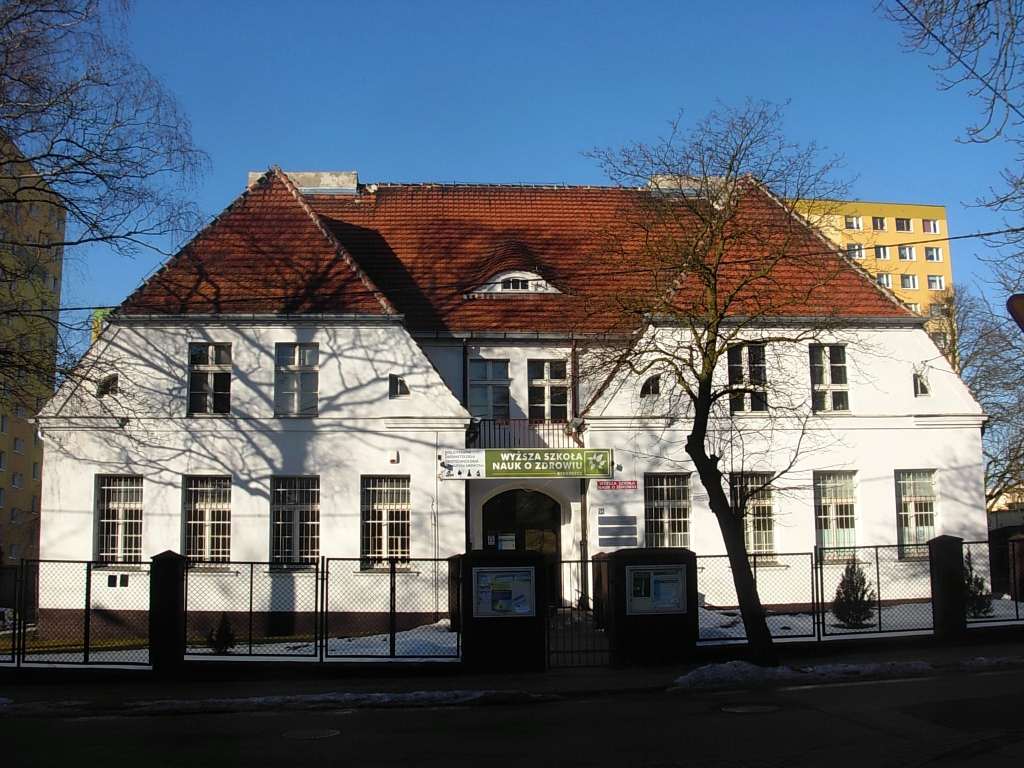
Ośrodek Szkoleniowo-Wdrożeniowy

Budynek ul.Ujejskiego 21 Zakład szklarski

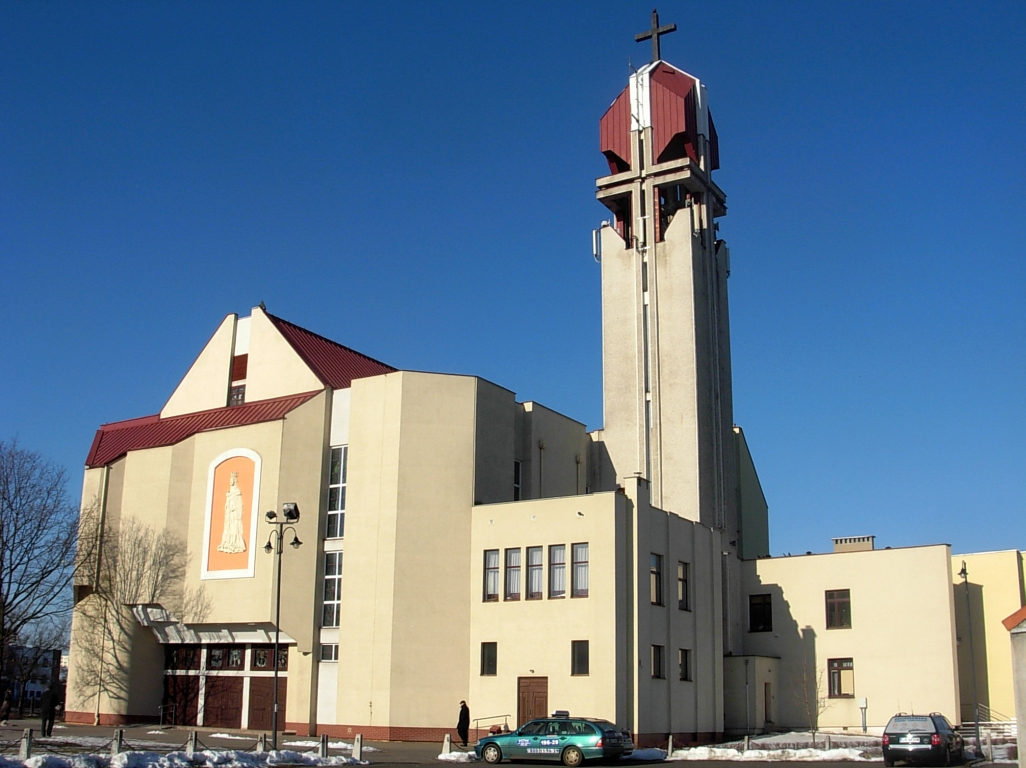
Kościół parafialny pw. św. Jadwigi Królowej

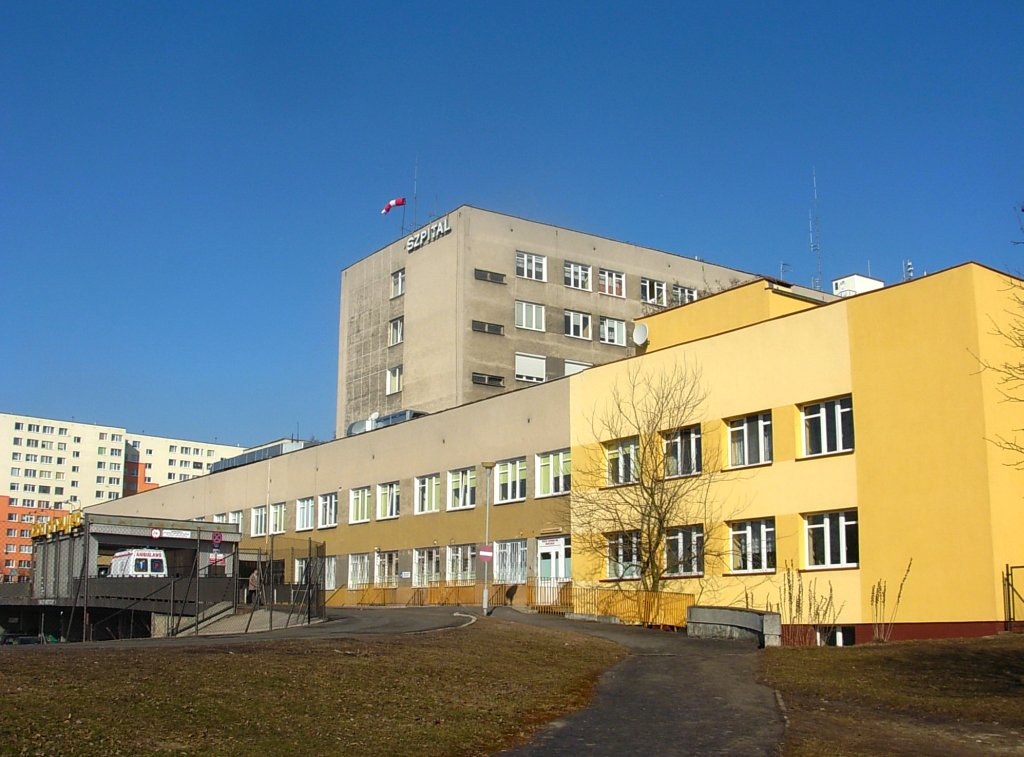
Szpital Uniwersytecki nr 2 im. dr Jana Biziela

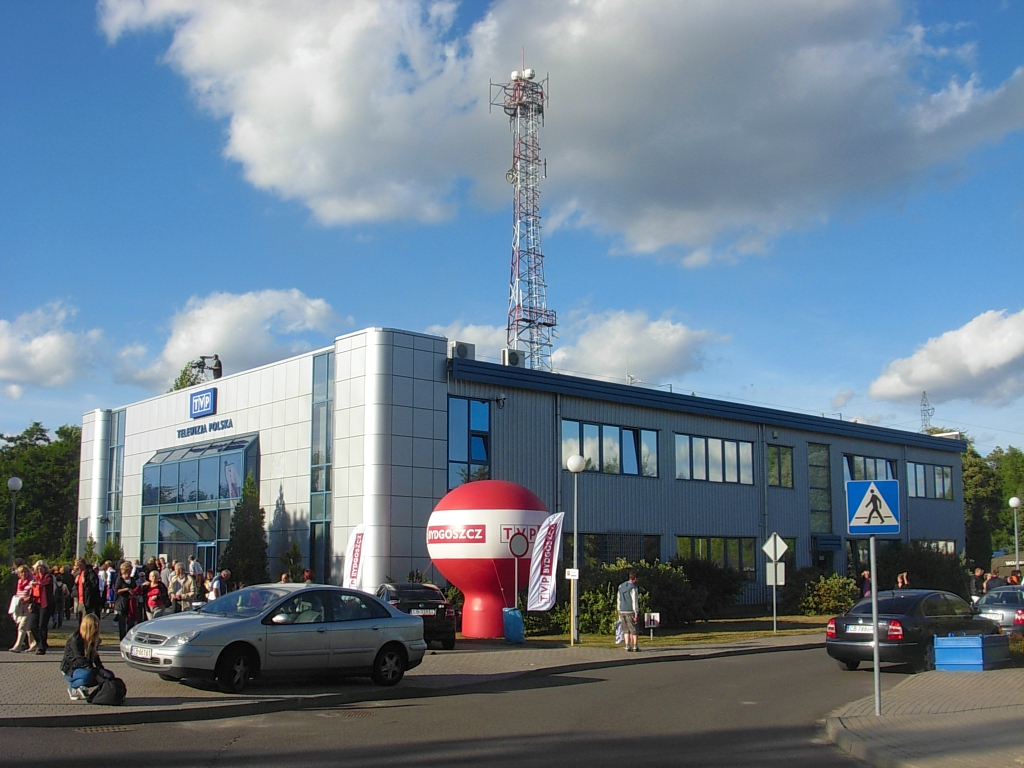
Siedziba TVP Bydgoszcz

Dyskont handlowy Netto

Stadion ZM TKKF im. Eugeniusza Połtyna, na którym rozgrywa mecze kobiecy zespół piłki nożnej KKP Bydgoszcz

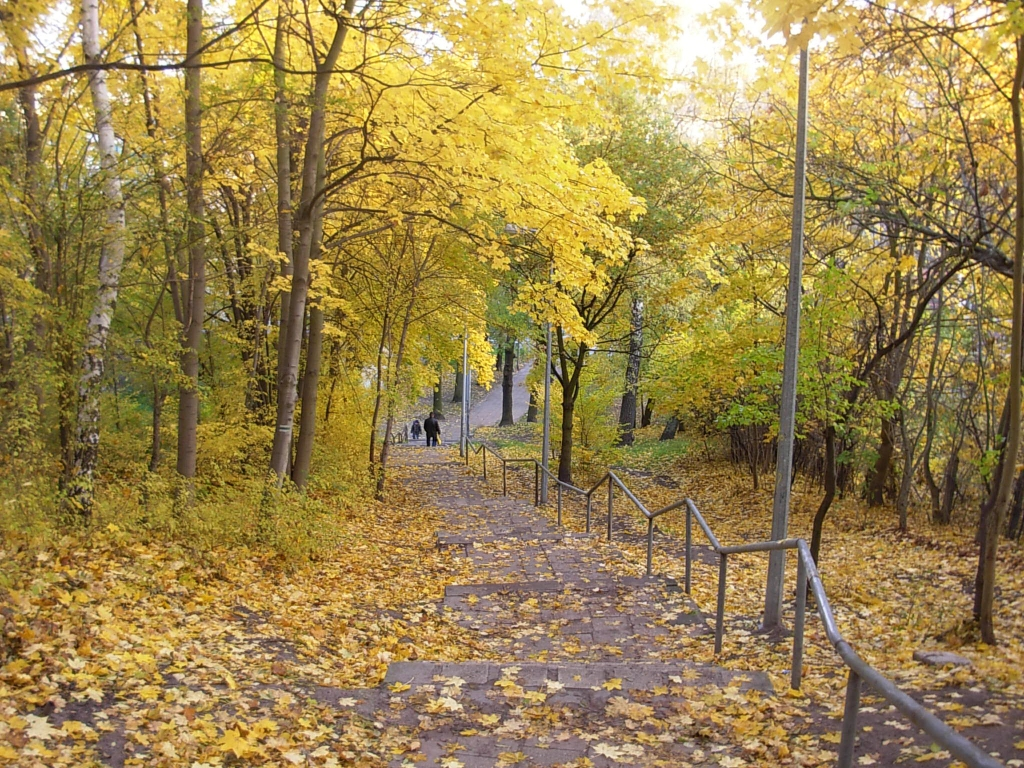
Schody w parku na Wzgórzu Wolności

Dawna ulica Karpacka po przebudowie

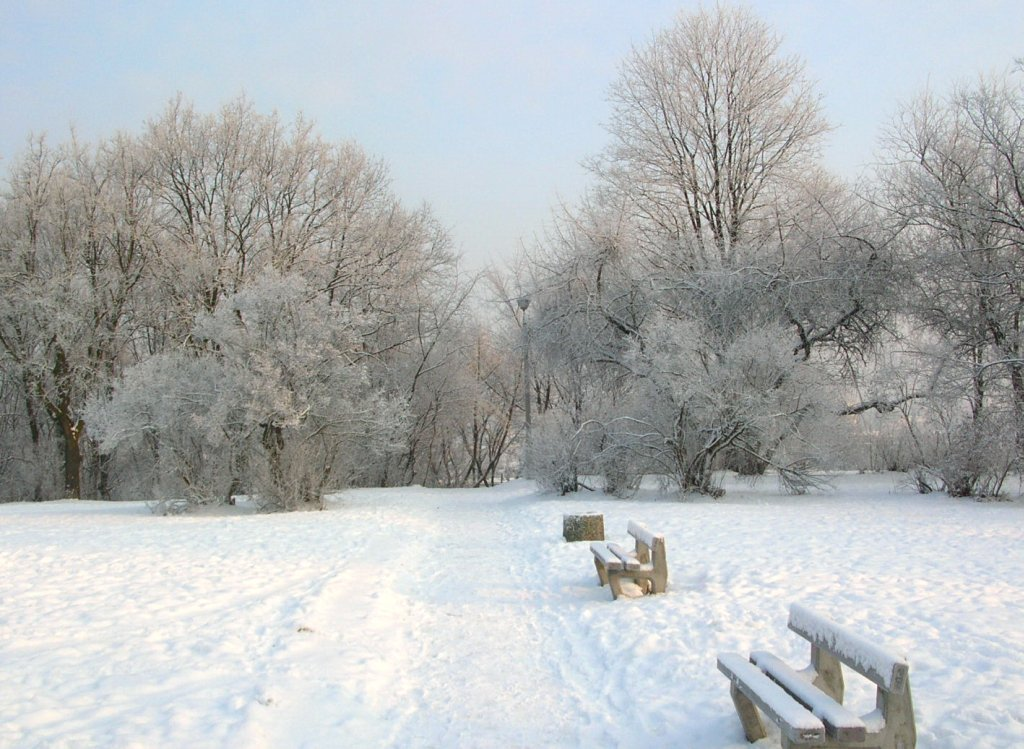
Zimowe motywy w parku

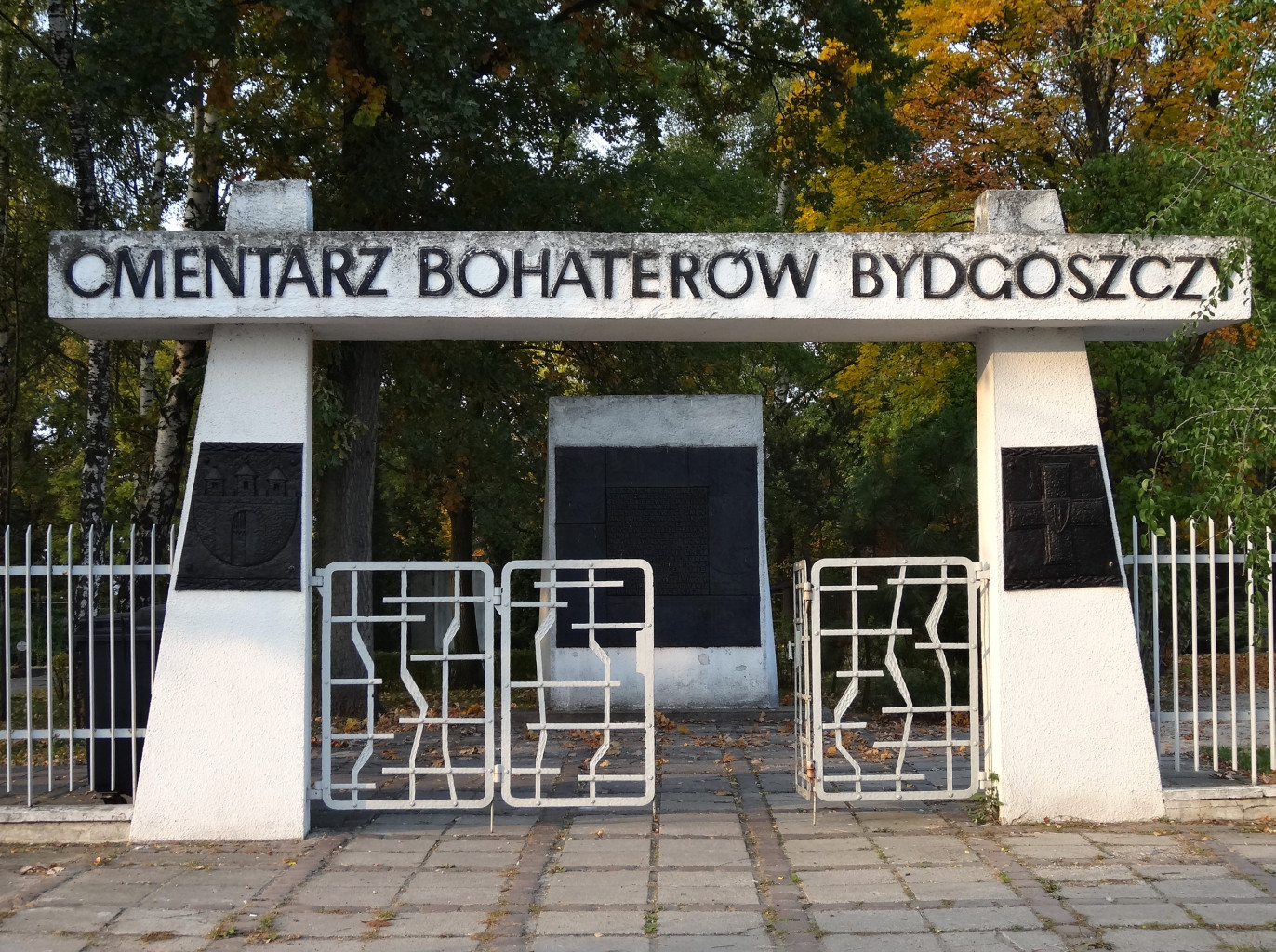
Cmentarz Bohaterów Bydgoszczy

Mural na kamienicy

Mural-Bydgoszcz jest Polska 1920

Wzgórze Wolności – jednostka urbanistyczna (osiedle) miasta Bydgoszczy, położona w jego środkowo-południowej części.

## Położenie
Wzgórze Wolności usytuowane jest w południowej części miasta i zaliczane do osiedli tzw. Górnego Tarasu Bydgoszczy. Sąsiaduje od północy z osiedlem Babia Wieś, od wschodu z Wyżynami, od południa z Glinkami, zaś od zachodu z Bielicami i Szwederowem.
Pod względem fizycznogeograficznym osiedle leży w obrębie makroregionu Pradolina Toruńsko-Eberswaldzka, mezoregionu Kotlina Toruńska, w mikroregionie Miasto Bydgoszcz Południowe (terasa X ok. 68–71 m n.p.m.). Północne obrzeża osiedla zajmuje Zbocze Bydgoskie o wysokości względnej ok. 27 m, urzeźbione systemem niewielkich jarów i wcięć erozyjnych. Podobnie zachodnie i wschodnie obrzeża Wzgórza Wolności stanowią naturalne granice utworzone ze jarów, którymi poprowadzono arterie komunikacyjne (ul. Kujawska, al. Jana Pawła II).
Historycznie w skład obecnej jednostki urbanistycznej wchodzi wcielone przed 1875 r. Probostwo (20 ha), obszar wieży Bismarcka (3 ha) wcielony do miasta w 1910 r., północny fragment gminy Rupienica wcielonej w 1920 r. oraz zachodni fragment gminy Bartodzieje Małe, wcielonej również w 1920 r.

## Charakterystyka
Zachodnią granicą osiedla jest ul. Kujawska, południową i wschodnią – aleja Jana Pawła II, zaś północną – Zbocze Bydgoskie.
Większą część Wzgórza Wolności zajmuje osiedle bloków wielorodzinnych wzniesione w latach 80. XX w., jednak z ubogą infrastrukturą towarzyszącą. W zabudowie przeważają budynki wielorodzinne, z dużym udziałem bloków 12-kondygnacyjnych. Wśród bydgoskich osiedli Wzgórze Wolności wyróżnia się dużym udziałem zabudowy wysokiej. Wzdłuż kilku ulic występuje zabudowa jednorodzinna, częściowo pochodząca z okresu zaboru pruskiego i międzywojennego.
Osiedle przecinają drogi powiatowe – ul. Ujejskiego oraz ul. Wojska Polskiego, będąca fragmentem arterii średnicowej górnego tarasu Bydgoszczy. Obrzeżami osiedla przebiegają natomiast drogi krajowe: nr 5 w ciągu al. Jana Pawła II i nr 25 w ciągu ul. Kujawskiej.
Wśród infrastruktury osiedla znajdują się m.in.: trzy przedszkola (w tym dwa niepubliczne), szkoła podstawowa, gimnazjum, kościół rzymskokatolicki, cmentarz martyrologiczny, Szpital Uniwersytecki nr 2 im. dr Jana Biziela, Wyższa Szkoła Nauk o Zdrowiu. Na północno-zachodnim krańcu osiedla ulokowany jest regionalny oddział TVP Bydgoszcz, zaś w miejscu zakładów Ortis powstaje Galeria Handlowa Zielone Arkady.
Do przedsięwzięć ujętych w „Planie Rozwoju Bydgoszczy na lata 2009–2014”, a dotyczących Wzgórza Wolności należą: budowa Trasy Uniwersyteckiej wraz z obiektem mostowym i dojazdami, rozbudowa miejskiego układu komunikacyjnego w rejonie ronda Bernardyńskiego w Bydgoszczy wraz z budową linii tramwajowej w ul. Kujawskiej oraz rewitalizacja parku na Wzgórzu Wolności.
Plany rozwojowe dotyczące Wzgórza Wolności określone na podstawie dokumentów strategicznych obejmują m.in. realizację nowej zabudowy mieszkaniowej w rejonie ul. Wojska Polskiego o średniej intensywności, wzbogacenie terenów mieszkaniowych o funkcje uzupełniające oraz przeznaczenie terenów w rejonie ulic Tucholskiej i Ujejskiego na parking kubaturowy.

### Nazwa
Protoplastą Wzgórza Wolności jest folwark Rupienica, zlokalizowany niegdyś na południowym obrzeżu osiedla. Nazwa ta pochodzi prawdopodobnie od rupi, czyli zmartwień. Określenie to oznaczało także gąsienice gzów, a słowo rupi – oznaczało dawniej gryzie, rupi mnie – gryzie mnie. Natomiast nazwa Wzgórze Wolności pochodzi od nazwy wzgórza znajdującego się przy dzisiejszej ulicy gen. Stanisława Grzmot-Skotnickiego i ulicy Toruńskiej. Na tym miejscu w roku 1913 Niemcy zbudowali wieżę Bismarcka, wówczas wzgórze to nazywano Bismarkshöhe. W roku 1920 nazwano je Wzgórzem Wolności, a wieżę zniszczono w roku 1928. Od 1946 roku na tym terenie istnieje Cmentarz Bohaterów Bydgoszczy, na którym pochowano ofiary II wojny światowej.

### Ludność
W 1970 r. Wzgórze Wolności zamieszkiwało 6,3 tys. osób, 20 lat później – 13,6 tys. W kolejnych latach liczba mieszkańców spadała: w 1998 r. wynosiła 12,2 tys. osób, w 2007 – 11,6 tys., a w 2010 r. – 11,3 tys. Na koniec 2012 odnotowano wzrost do 11,4 tys. osób, co wiąże się pośrednio z rozwojem budownictwa mieszkaniowego.

### Rekreacja
Na terenie Wzgórza Wolności znajduje się ok. 8 ha terenów zieleni urządzonej i 4 ha zieleni nieurządzonej. Głównym obszarem rekreacyjnym jest park na Wzgórzu Wolności, zlokalizowany przy północnej granicy osiedla, przeznaczony do modernizacji. Biegnie wzdłuż niego ścieżka spacerowa będąca przedłużeniem alei Górskiej ze Szwederowa, połączona schodami z ul. Kujawską i Toruńską. Aleja ta kończy się przy Cmentarzu Bohaterów Bydgoszczy. Można z niej obserwować panoramę miasta. W odległości ok. 2,5 km poprzez osiedle Glinki możliwy jest dostęp do Puszczy Bydgoskiej, zaś na północy poza granicą osiedla znajdują się planty nad Brdą i park Centralny.
Osiedle posiada ścieżki rowerowe biegnące wzdłuż al. Wojska Polskiego, Kujawskiej i Trasy Uniwersyteckiej. Studium transportowe Bydgoszczy przewiduje rozbudowę dróg rowerowych m.in. wzdłuż ul. Karpackiej i Ujejskiego.
Przez Wzgórze Wolności przebiegają dwa znakowane piesze szlaki turystyczne. Pierwszym z nich jest  szlak „Wolnościowy” prowadzący od Wzgórza Dąbrowskiego, poprzez park na Wzgórzu Wolności i osiedle Glinki, następnie przez Puszczę Bydgoską do jeziora Jezuickiego i Nowej Wsi Wielkiej. Kolejny  szlak turystyczny „Relaks” prowadzi od kładki przez Brdę koło Cmentarza Bohaterów Bydgoszczy do ul. Kujawskiej, skąd podąża do Puszczy Bydgoskiej i jeziora Jezuickiego w Chmielnikach.

## Historia

### Okres staropolski
Historia terenów, na którym istnieje osiedle Wzgórze Wolności związane jest z folwarkiem miejskim Rupienica, który istniał przy cieku Niziny, w rejonie dzisiejszego skrzyżowania al. Jana Pawła II z ul. Kujawską. W 1742 r. bydgoska rada miejska wydzierżawiła folwark na okres 40 lat Ewie i Krzysztofowi Jeskim. W rejonie folwarku utworzono dwa stawy przepływowe na cieku Niziny.

### Okres zaboru
W XIX wieku folwark graniczył na zachodzie ze wsią Bielice, na północy z Bartodziejami Małymi, a na południu i wschodzie z lasami Puszczy Bydgoskiej. W tym czasie wykształciła się gmina Rupienica, która zajmowała tereny od ulicy Kujawskiej położone na wschód, aż do końca ulicy Glinki. Należały do niej między innymi ulice: Niziny, Chorwacka, Karpacka (do 1925 r. ulica Łysa Góra), Sieradzka (nieistniejąca), Sokola, Cmentarna i Serbska.
Z uwagi na położenie nad ciekiem wodnym w pagórkowatym terenie, Niemcy nazwali Rupienicę Schondörf (Piękna Wieś). Spis miejscowości rejencji bydgoskiej z 1833 r. podaje, że we wsi i folwarku Rupienica mieszkało 237 osób (115 ewangelików, 118 katolików, 4 Żydów) w 39 domach. Według opisu Jana Nepomucena Bobrowicza z 1846 r. wieś Rupienica należała do majątku ziemskiego należącego do miasta Bydgoszczy. Kolejny spis z 1860 r. podaje, że we wsi mieszkało 579 osób (250 ewangelików, 287 katolików, 42 Żydów) w 51 domach. Dzieci ewangelickie uczęszczały do szkoły na miejscu, a dzieci katolickie do szkoły w Bartodziejach. Miejscowość należała do parafii katolickiej i ewangelickiej w Bydgoszczy. W 1852 r. w gminie Rupienica mieszkało 886 osób, natomiast spis z 1910 r. wykazał, że na terenie Rupienicy było 193 budynków i 2330 mieszkańców, w tym 791 posługiwało się językiem polskim, 1537 – niemieckim, a 2 – hebrajskim.
4 października 1905 roku zawiązano Komitet Budowy Wieży Bismarcka w Bydgoszczy któremu przewodniczył nadburmistrz Alfred Knobloch. Dwa lata później miejsce budowy monumentu nazwano Wzgórzem Bismarcka, zaś 25 maja 1913 r. – uroczyście otwarto. Budowla ze względu na swoje usytuowanie na wzgórzu, była pomnikiem oraz wieżą widokową z tarasem i schodami wejściowymi. Na jej szczycie był zainstalowany duży znicz, który płonąc oświetlał wieżę. Budowla liczyła 25 m wysokości, a z jej najwyższego tarasu można było podziwiać panoramę miasta. W środku wieży na metrowym postumencie stała wykonana z brązu figura Ottona von Bismarcka wysoka 2,6 m. Na ścianie frontowej sali umieszczony był herb rodu Bismarcka, a na ścianach bocznych 25 tablic honorowych ufundowanych m.in. przez cesarza Niemiec Wilhelma II, kanclerza Theobalda von Bethmanna-Hollwega, senatów miast hanzeatyckich: Lubeki i Bremy, innych miast, organizacji oraz miejscowych władz administracyjnych i wojskowych. Wokół monumentu zaaranżowano park, wykorzystując istniejący drzewostan naturalny oraz ciekawe ukształtowanie terenu w rejonie wysokiego zbocza pradoliny, pociętego parowami erozyjnymi. Z tego powodu park urządzono w stylu leśno-górskim (tatrzańskim). Jego obszar wynosił początkowo 7 ha. W latach 1913–1919 wieża Bismarcka była miejscem, w którym odbywało się wiele uroczystości, a także osobliwością miasta odwiedzaną podczas spacerów. Cieszyła się opinią najurodziwszej budowli tego typu na kresach wschodnich Cesarstwa Niemieckiego.

### Okres międzywojenny
Po przejściu Bydgoszczy w granice odrodzonej Polski, 1 kwietnia 1920 roku gminę z folwarkiem Rupienica włączono do Bydgoszczy. Nazwa ta występowała na planach miejskich do 1973 roku.
Dominującym obiektem na terenie osiedla była wieża Bismarcka, którą 22 października 1921 roku rada miejska przemianowała na Wieżę Wolności a dotychczasowe Wzgórze Bismarcka na Wzgórze Wolności. Rok wcześniej wyposażenie wieży oraz tablice fundatorów zostały wywiezione do Niemiec. Według założeń wieża miała być przekształcona w kaplicę, a na szczycie w miejscu misy ogniowej miał stanąć ogromny krzyż. Jednak przekształcenie budowli nie udało się, a niezagospodarowaną wieżę, przypominającą swym wyglądem czasy pruskie, w maju 1928 r. wysadzono w powietrze. Kamienie z rozbiórki przeznaczono m.in. na fundamenty pod budującą się elektrownię na Jachcicach.
W okresie międzywojnia wzdłuż ulic: Kujawskiej, Karpackiej, Ujejskiego oraz w dolinie cieku Niziny występowała zabudowa mieszkalna z ogrodami. Tereny we wnętrzu osiedla w pobliżu skarpy stanowiły pola uprawne i nieużytki. Wzdłuż strumienia płynącego w dolinie biegła ulica Niziny, wzdłuż której istniało ok. 60 domów z ogrodami powstałych na rozparcelowanym terenie należącym do miejscowego właściciela ziemskiego. Główne ulice: Kujawska, Sieradzka i Karpacka miały nawierzchnię brukowaną kamieniem polnym, a pozostałe utwardzone były żużlem. Do 1925 r. ul. Karpacka na odcinku od ul. Kujawskiej do Sokola nazywała się ul. Łysa Góra. Rupienica nie miała komunikacji z centrum miasta. Przez pewien czas kursował prywatny autobus na Szwederowo do ul. Konopnej.
Na terenie osiedla przeważała parterowa zabudowa murowana, z mieszkaniami do wynajęcia. Właściciele zajmowali w nich mieszkania, a zarazem pełnili funkcje dozorcy i administratora. W latach 30. miejscowa ludność zajmowała się rolnictwem, rzemiosłem, handlem i pracą w bydgoskich fabrykach przemysłowych. W latach 1930–1939 czynne było przedszkole przy ul. Rupienica 25, z którego korzystało około 170 dzieci, podlegające Obywatelskiemu Związkowi Kobiet Pracujących. Na terenie dzielnicy czynna była również 7-klasowa Publiczna Szkoła Powszechna Nr 15 im. Królowej Jadwigi, mieszcząca się w budynkach przy ul. Karpackiej. W 1926 r. z inicjatywy kierownika szkoły, radnego miasta Bydgoszczy, Antoniego Zawadzkiego zorganizowano Towarzystwo Obywateli Rupienicy. Od 1924 r. istniało również Towarzystwo Gimnastyczne Sokół VIII dla dzielnicy Rupienica. Na rogu ulic Kujawskiej i Karpackiej stała murowana kapliczka z gipsową figurą Matki Boskiej z Dzieciątkiem Jezus, która została zniszczona przez okupanta w ostatnią niedzielę września 1939 r.
Z lat 30. przetrwał do dzisiaj m.in. budynek mieszkalny przy ul. Ujejskiego 21 – wybudowany w 1899 r. z resztek cegły pozostałej po wzniesionym wówczas gmachu Poczty Głównej.

### Okres powojenny
W 1946 r. na terenie zajmowanym dawniej przez wieżę Bismarcka założono cmentarz Bohaterów Bydgoszczy. W nekropolii złożono ekshumowane w latach 1946–1948 zwłoki 1169 mieszkańców Bydgoszczy zamordowanych w okresie okupacji hitlerowskiej na terenie miasta (m.in. na Starym Rynku, w Dolinie Śmierci i w lasach podmiejskich). Urządzono też symboliczne groby m.in. prezydentów Bydgoszczy: Leona Barciszewskiego i Bernarda Śliwińskiego.
Począwszy od lat 50. XX w. na terenie osiedla nastąpił rozwój budownictwa mieszkaniowego, zintensyfikowanego od 1961 r., kiedy bydgoska Miejska Rada Narodowa wyznaczyła na tym terenie działki budowlane pod budownictwo indywidualne. Powstały wówczas osiedla domków jednorodzinnych m.in. przy ul. Słowiańskiej, Serbskiej, Bułgarskiej. Nowy podział urbanistyczny dokonany w planach ogólnych zagospodarowania przestrzennego Bydgoszczy z 1964 r. wyodrębnił jednostkę urbanistyczną Wzgórze Wolności, złożoną we wschodniej części z fragmentu dawnej gminy Rupienica oraz tzw. Probostwa, zaś w części zachodniej z fragmentu gminy Bartodzieje Małe. Jednocześnie w wyniku zmiany poglądów na skalę i tempo rozwoju miasta Bydgoszczy, tereny osiedla przekwalifikowano pod wielorodzinną zabudowę wysoką. W latach 1974–1980 na północno-wschodnich rubieżach osiedla wzniesiono Szpital Wojewódzki XXX-lecia PRL oraz oddano do użytku wiadukt w ciągu al. Wojska Polskiego.
W latach 70. powstało kilka koncepcji zagospodarowania Wzgórza Wolności na nową dzielnicę mieszkaniową. Autorami ostatniej z nich byli mgr inż. arch. Michał Holka, mgr inż. arch. Henryk Golz i mer inż. arch. Witold Migdał z bydgoskiego „Inwestprojektu”. Osiedle podzielono na sektory:
- A-1 z kombinatem prasowym,
- A-2 w części północno-wschodniej, od strony skarpy, gdzie miało zamieszkać 2,5 tys. osób,
- A-3 w części południowo-wschodniej, po obydwu stronach ul. Ujejskiego, na 5,2 tys. osób,
- A-4 – pozostała część dzielnicy, 5,5 tys. osób.

Wszędzie zaprojektowano budynki 12-kondygnacyjne, jedynie w sektorze A-4 zaplanowano domy 5-kondygnacyjne. Przeprowadzono inwentaryzację istniejących zieleńców zakładając, że będą one przy realizacji maksymalnie oszczędzane. Akcenty architektoniczne zamierzano uzyskać poprzez plastyczną rzeźbę terenu (pagórki, niziny przy pomocy ziemi z wykopów). Przy oknach bloków urządzono miniogródki. Szkieletem układu komunikacyjnego były trasy średnicowe: wschód-zachód – al. Wojska Polskiego i północ-południe – ul. Nowoogińskiego. Poszczególne sektory miały być ze sobą połączone kładkami nad trasami komunikacyjnymi. Poza opracowaniem docelowym znalazły się: park na skarpie od strony ul. Toruńskiej oraz usługi ponadpodstawowe, przeznaczone do realizacji w przyszłości.
Przygotowanie terenów wiązało się z dużym wysiłkiem inwestycyjnym w zakresie uzbrojenia w magistralne sieci wodociągowe, kanalizację, ciepłociągi, gazociągi oraz rozbudową ujęcia wody oraz budową nowego centralnego źródła ciepła jakim była elektrociepłownia EC II. Roboty budowlane rozpoczęły w 1977 r.: Grudziądzkie Przedsiębiorstwo Budownictwa Ogólnego oraz Bydgoski Kombinat Budowlany „Wschód”, będący dostarczycielem elementów z wielkiej płyty (system szczeciński). Osiedle realizowano łącznie z kompleksem Szwederowo Południe oraz równolegle z budową Nowego Fordonu. Użytkownikiem nowych mieszkań była Bydgoska Spółdzielnia Mieszkaniowa.
W latach 80. zrealizowano większość budynków wielorodzinnych, zasiedlanych przez stosunkowo młode rodziny. Znaczny udział w pracach budowlanych miały przedsiębiorstwa pozabydgoskie (grudziądzkie, inowrocławskie) oraz budownictwa przemysłowego. Podczas realizacji powstały znaczne zaległości w zakresie wyposażenia osiedla w obiekty infrastruktury społecznej. W tym czasie oddano do użytku inwestycje komunikacyjne: aleję Wojska Polskiego z linią tramwajową, poszerzoną ulicę Kujawską z przejściami podziemnymi, zaś w dolinie cieku Niziny utworzono dwujezdniową 6-pasmową arterię komunikacyjną (w latach 90. nazwaną aleją Jana Pawła II), będącą fragmentem trasy przelotowej północ-południe przez Bydgoszcz w ciągu drogi krajowej nr 5. W tym celu konieczne było wykwaterowanie mieszkańców. W 1988 r. oddano do użytku siedzibę Prasowych Zakładów Graficznych przy al. Wojska Polskiego, mieszczącą hale produkcyjne, magazyny oraz centrum projektowe i administracyjne (w 2003 r. zmienił nazwę na Ortis S.A.). Natomiast nie doszła do skutku planowana od lat 70. budowa ośrodka radiowo-telewizyjnego na Wzgórzu Wolności.
1 września 1981 r. prymas Polski kard. Józef Glemp erygował na Wzgórzu Wolności parafię pw. św. Jadwigi Królowej. W latach 1985–1991 wzniesiono kościół parafialny, który konsekrował w 2001 r. ks. arcybp Henryk Muszyński. Do 2008 r. w pomieszczeniach parafii funkcjonowała katolicka szkoła podstawowa im. św. Wojciecha, przeniesiona następnie do nowej siedziby na osiedlu Szwederowo.
Po 1990 r. na osiedlu realizowano głównie obiekty handlowe. Od końca lat 90. wznoszono również nowe budynki wielorodzinne. Cztery z nich oddała do użytku Bydgoska Spółdzielnia Mieszkaniowa. Blok przy ul. Ujejskiego 50 otrzymał nagrodę Grand Prix 2007 Pomorza i Kujaw. W 2001 r. oddano do użytku siedzibę TVP Bydgoszcz na terenie osiedla, zaś w 2011 r. w miejsce rozebranych obiektów Ortis, zaplanowano budowę Galerii Handlowej Zielone Arkady. W latach 2003 i 2004 trasa końcówki 3. etapu wyścigu Tour de Pologne prowadziła dookoła dzielnicy, a w 2005 na jej terenie usytuowana była meta etapu.
We wrześniu 2011 przy ul. Karpackiej 29 powstał mural, przedstawiający zimową, trudną podróż wędrowca zmagającego się z przeciwnościami losu. Tematykę oraz detale obrazu wybrali mieszkańcy domu pomocy społecznej. We wrześniu 2019 władze miejskie ogłosiły konkurs na projekt i wykonanie kolejnego muralu, tym razem z okazji 100-lecia powrotu Bydgoszczy do Polski. Powstał on w listopadzie 2019 na szczytowej ścianie budynku przy ul. Karpackiej 39c, a jego autorem jest Dawid Celek. Projekt odwołuje się do historycznego wydarzenia przekazania symbolicznego klucza do miasta z rąk niemieckiego burmistrza Hugona Wolfa pierwszemu polskiemu prezydentowi Janowi Maciaszkowi.

## Rada Osiedla
Pod względem administracyjnym osiedle (obejmując także osiedle Babia Wieś) tworzy jednostkę pomocniczą samorządu Miasta Bydgoszczy. Rada Osiedla Wzgórze Wolności mieści się przy ul. Ujejskiego.

## Infrastruktura

### Obiekty sakralne
- Kościół pw. św. Jadwigi Królowej – zbud. 1980-1990
- Cmentarz Bohaterów Bydgoszczy – zał. 1946.

### Obiekty sportowo-rekreacyjne
- Stadion Miejski im. Eugeniusza Połtyna – ul. Słowiańska 7
- place zabaw (m.in. ul. Bośniacka 3, ul. Tucholska)
- Tor freeridowy „Drzewniak”, „Bizon” w obrębie parku na Wzgórzu Wolności
- Rodzinne Ogrody Działkowe „Okucia Meblowe” – na wschodnim obrzeżu osiedla, nad al. Jana Pawła II

### Edukacja
- Szkoła Podstawowa nr 56 im. Arkadego Fiedlera – ul. Karpacka Strona; w 2021 planowana realizacja skweru z częściami owocowo-warzywną, sensoryczną i łąką kwietną[40]
- Ośrodek Szkoleniowo-Wdrożeniowy w budynku dawnej szkoły ludowej – ul. Karpacka 54 Strona
- International School in Bydgoszcz – ul. Bośniacka 3 (pierwotna siedziba SP nr 56)

### Obiekty handlowo-produkcyjne
- Galeria Handlowa „Zielone Arkady”
- Dyskonty handlowe: Mila (2 szt.), Biedronka, Netto, Lidl
- Salon meblowy Bodzio
- Tranzax
- Monter Shop Samoobsługowa Hurtownia Instalacyjna

Auto Partner

Tranzax

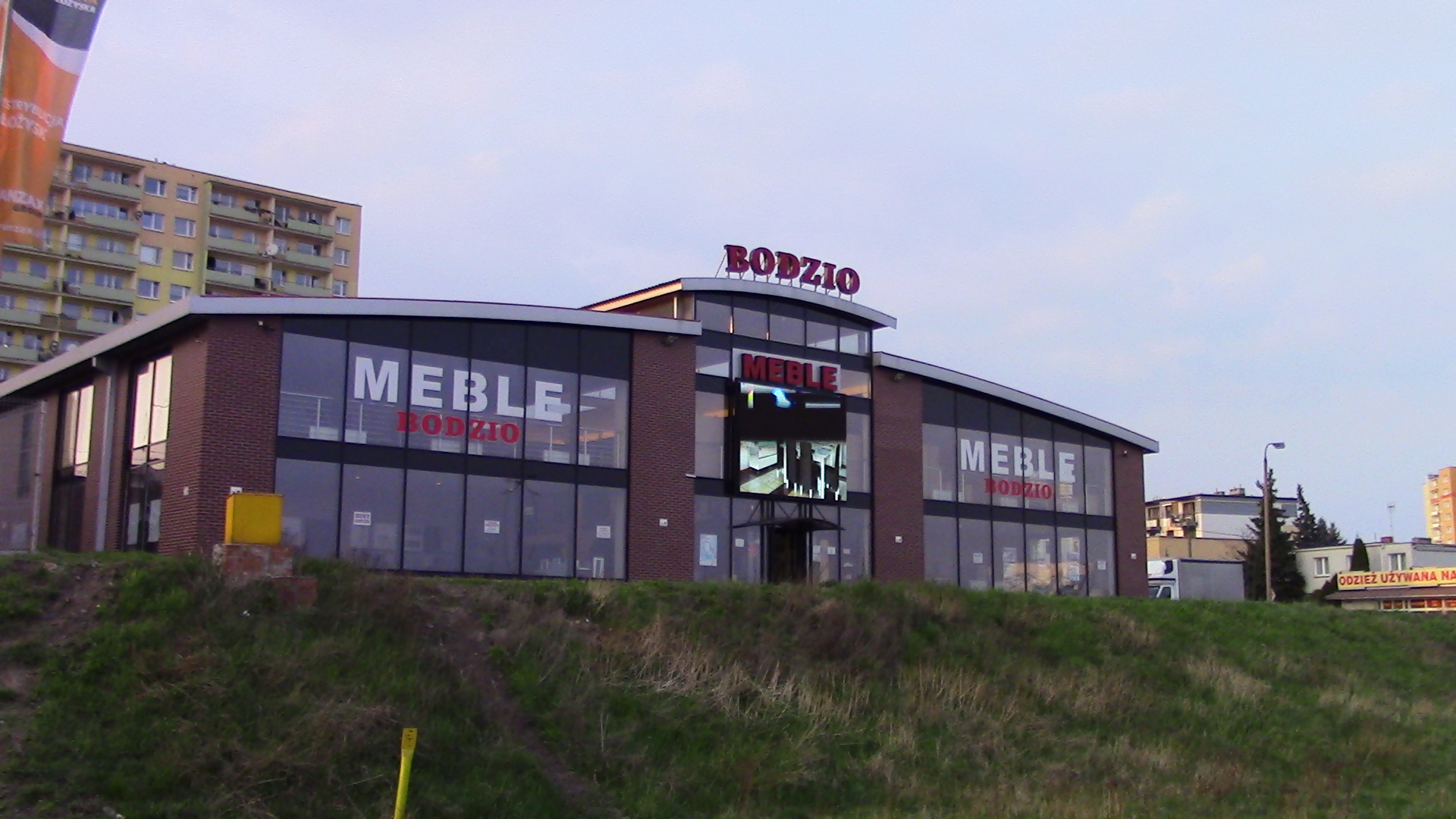
Salon meblowy Bodzio

Auto Myjnia – BestDrive LEDAR

- Auto Myjnia – BestDrive LEDAR

### Inne
- Komenda Miejska Policji – ul. Wojska Polskiego 4f Strona
- Siedziba Telewizji Regionalnej TVP Bydgoszcz – ul. Kujawska 7 Strona
- Szpital Uniwersytecki nr 2 im. Jana Biziela w Bydgoszczy – ul. Ujejskiego 75 Strona
- filie Wojewódzkiej i Miejskiej Biblioteki Publicznej – ul. Ujejskiego 58 i ul. Ujejskiego 75 (w szpitalu)
- kamienica przy ul. Karpackiej 19 z 1880 r., z płaskorzeźbą z twarzą mężczyzny z brodą[41].

## Ulice
W skład dzielnicy, nie licząc granicznych, wchodzą ulice: Bałkańska, Beskidzka, Jana Biziela, Bośniacka, Bułgarska, Chorwacka, Czeska, Górzysta, Stanisława Grzmota-Skotnickiego, Karpacka, Morawska, Polna, Serbska, Sieradzka, Słowiańska, Sokola, Tucholska, Kornela Ujejskiego, Wojska Polskiego, Ogińskiego (część ulicy po wybudowaniu nowego mostu Trasy Uniwersyteckiej).

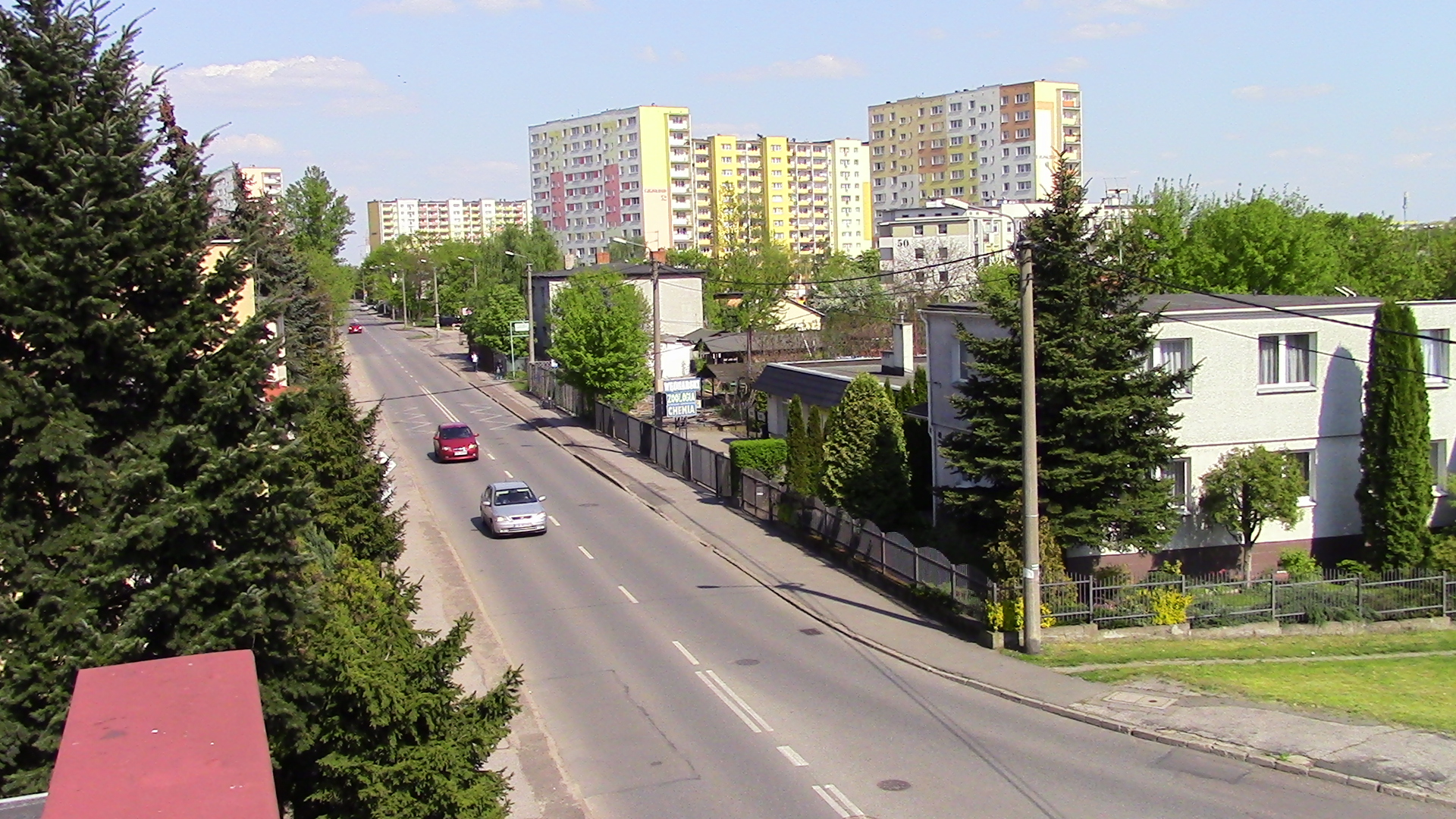
ulica Ujejskiego widok z budynku
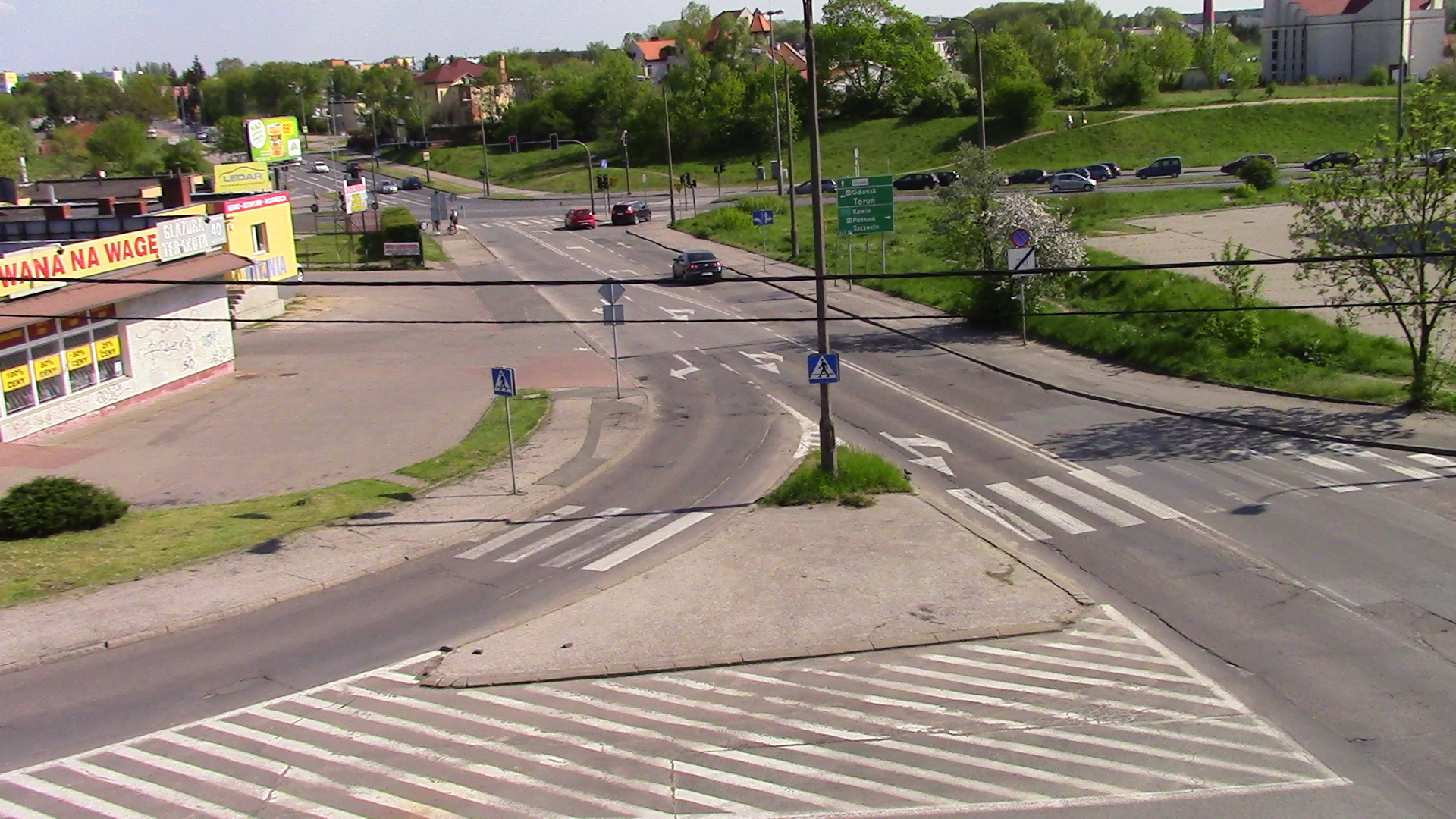
Widok na ulice Glinki a łączy się ul.Ujejskiego i ul.Karpacką
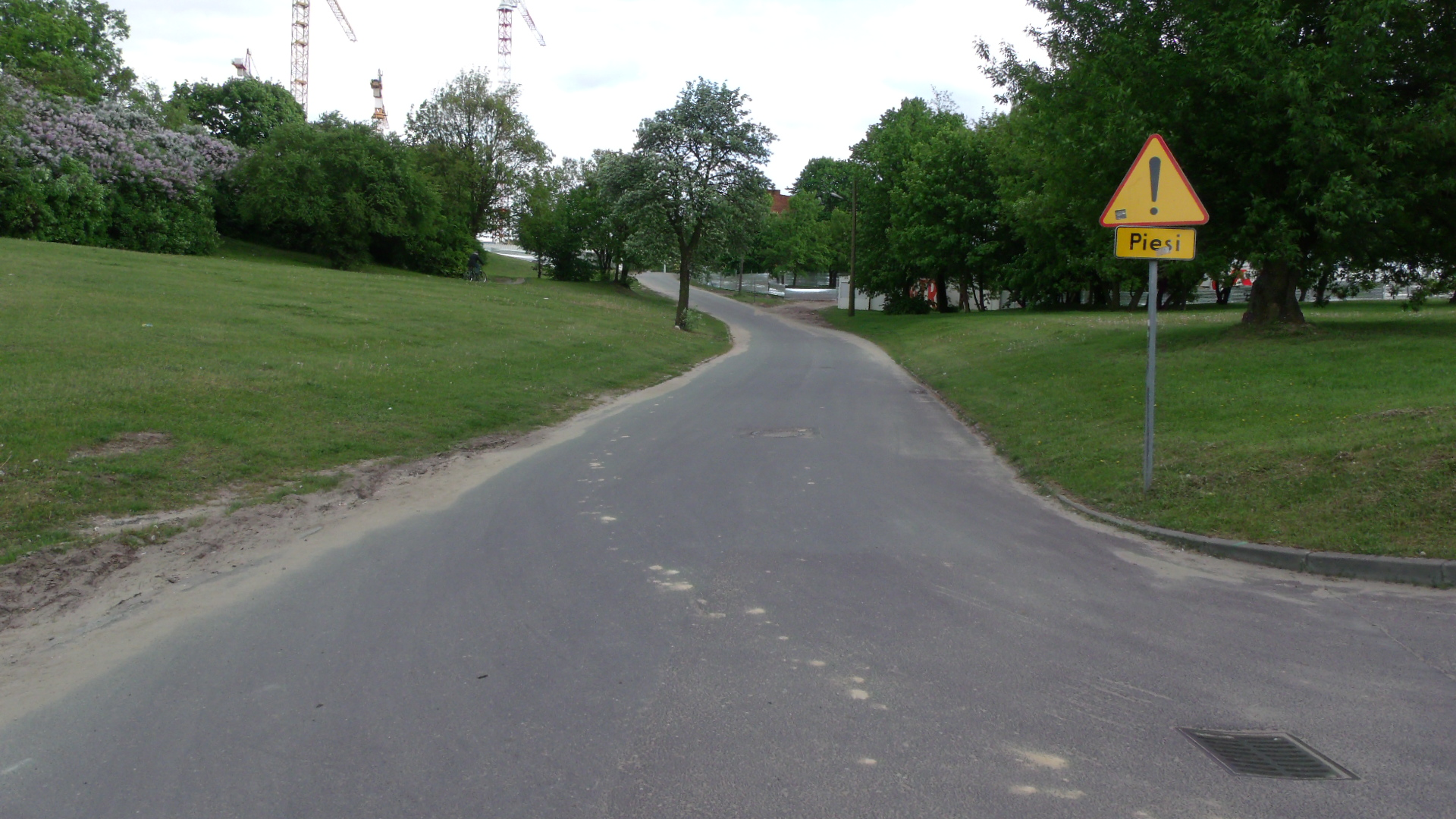
Nieistniejąca ulica Karpacka widok od ulicy Kujawskiej przebieg zmieniony.

## Ciekawostki

### Pozostałości po wieży Bismarcka
Pozostałością po wieży Bismarcka jest podwyższenie znajdujące się na terenie Cmentarza Bohaterów Bydgoszczy w północno-wschodniej jego części, na którym umiejscowiono ołtarz i krzyż. Są to dawne fundamenty wieży. Na skarpie Wzgórza Wolności widoczne są również pozostałości schodów, które prowadziły dawniej od ul. Toruńskiej do wieży Bismarcka.

### Szkoły
Pierwsza szkoła na terenie gminy Rupienica powstała w 1831 r. W 1856 r. wzniesiono budynek szkoły ewangelickiej przy ul. Karpackiej z jedną izbą lekcyjną. W 1875 r. po reorganizacji szkolnictwa pruskiego powstała tu szkoła wspólna dla wszystkich dzieci. Było wówczas 160 dzieci ewangelickich i 140 dzieci katolickich. W 1878 r. obiekt podwyższono i wyposażono w skrzydła boczne, a w 1912 r. wzniesiono obok nowy budynek szkolny. W okresie międzywojennym mieściła się tu siedmioklasowa Publiczna Powszechna Szkoła Nr 15 im. Królowej Jadwigi, w której naukę pobierało ponad 700 uczniów. Przy budynkach szkolnych urządzono boisko, zaś warsztat szkolny mieścił się w dawnej remizie strażackiej u zbiegu ulic Rupienica – Karpacka. Przy szkole istniał chór, 22 Bydgoska Drużyna Harcerska im. Królowej Jadwigi oraz kasa oszczędności. W czasie ferii letnich szkoła organizowała obozy harcerskie: w Bysławiu pod Tucholą (1933) i w Jaworzynie pod Limanową (1935) oraz Brzozie k. Bydgoszczy (1939). Po II wojnie światowej szkoła funkcjonowała w budynku do 1982 r., kiedy oddano w sąsiedztwie nowy dwupiętrowy budynek szkolny według projektu typowego wraz z salą gimnastyczną i boiskami sportowymi. Mieściła się w nim Szkoła Podstawowa nr 21 im. Janusza Korczaka. Po reformie edukacji z 1999 r. w budynku tym zlokalizowano Gimnazjum nr 20 im. Królowej Jadwigi (patronka od 2009 r.) Natomiast w starym budynku przy ul. Karpackiej 54 od 2005 r. do 2017 r. posiadała swoją siedzibę Wyższa Szkoła Nauk o Zdrowiu, będąca pierwszą niepaństwową uczelnią medyczną w regionie kujawsko-pomorskim; w 2022 r. gmach przekazano Starostwu Powiatowemu z przeznaczeniem na siedzibę filii poradni pedagogiczno-psychologicznej.
W 1958 r. oddano do użytku drugi na terenie osiedla budynek szkolny przy ulicy Bośniackiej 3. Mieściła się w nim Szkoła Ćwiczeń oraz Studium Nauczycielskie, potem Liceum Pedagogiczne. W 1965 r. umieszczono w budynku nowo powstałą Szkołę Podstawową nr 56, której w 1988 r. nadano za patrona Arkadego Fiedlera. W latach 70. w budynku tym kształciła się również młodzież Liceum i Studium Medycznego.

### Służba zdrowia
W latach 1974–1980 na północno-wschodnich rubieżach osiedla wzniesiono Szpital Miejski nr 3. Inwestorem był Wydział Zdrowia i Opieki Społecznej Urzędu Wojewódzkiego w Bydgoszczy. Szpital powstał w oparciu o projekt inż. arch. Jerzego Szanajcy z Warszawskiego Biura Projektów Służby Zdrowia, jako projekt powtarzalny. Tego typu szpitali zbudowano w Polsce kilkanaście (m.in. w Kutnie, Inowrocławiu, Pile, Gdańsku-Zaspie). Generalnego wykonawstwa podjęło się Zjednoczenie Przedsiębiorstw Budowy Obiektów Użyteczności Publicznej „Budopol” w Bydgoszczy. Szpital projektowany był na 810 łóżek. Kamień węgielny pod budowę wraz z aktem erekcyjnym wmurowano uroczyście 18 lipca 1974 r., przy udziale przedstawicieli władz państwowych i lokalnych, nadając przyszłemu szpitalowi imię XXX-lecia (nazwę zmieniono w 1984 r. Na XXX-lecia PRL). Oddanie obiektu do użytku nastąpiło w czerwcu 1980 r.
Po powstaniu w Bydgoszczy Akademii Medycznej, w 1985 r. przekształcono placówkę w Państwowy Szpital Kliniczny. Kolejna zmiana organizacyjna miała miejsce 1 stycznia 1988 r., kiedy powołano Wojewódzki Szpital im. XXX-lecia PRL z siedzibą przy ul. Ujejskiego 75. Uchwałą Wojewódzkiej Rady Narodowej w Bydgoszczy z dnia 26 kwietnia 1990 r. szpital zmienił nazwę, a jego patronem został dr Jan Biziel, zasłużony lekarz, Honorowy Obywatel Miasta Bydgoszczy. W 2008 roku placówkę przemianowano na Szpital Uniwersytecki nr 2 im. Jana Biziela w Bydgoszczy w strukturach Collegium Medicum Uniwersytetu Mikołaja Kopernika.

### Tramwaj
W 1977 r. władze miejskie uchwaliły Program Rozwoju Urządzeń Komunalnych w mieście Bydgoszczy do 1990 r. w którym przewidywano etapowe przejście trakcji tramwajowej z toru wąskiego na normalny. Trasa na górnym tarasie miasta od Zachemu do Błonia miała posiadać szeroki rozstaw torów, powszechny w Polsce. W związku z tym w 1978 roku rozpoczęto budowę szerokotorowej linii tramwajowej wzdłuż al. Wojska Polskiego od ul. Magnuszewskiej do ul. Kujawskiej. Prace ukończono w 1980 r. Późniejszy kryzys gospodarczy uświadomił jednak, że zmiana torów w całym mieście była niewykonalna i zbyt kosztowna, z końcem 1981 r. powrócono więc do koncepcji torów o prześwicie 1000 mm. Do 1984 r. „przekuto” torowisko na al. Wojska Polskiego. Pierwszy tramwaj na Wzgórzu Wolności pojawił się 2 października 1984 roku.